# 충청북도영동교육지원청
충청북도영동교육지원청(忠淸北道永同敎育支援廳, Yeongdong Office of Education)은 충청북도 영동군을 관할하는 충청북도교육청 산하의 교육지원청이다.
교육장은 장학관으로 보한다.

## 산하 기관

### 초등학교
| - 구룡초등학교 - 매곡초등학교 - 미봉초등학교 - 부용초등학교 | - 상촌초등학교 - 심천초등학교 - 양강초등학교 - 양산초등학교 | - 영동초등학교 - 용화초등학교 - 이수초등학교 - 초강초등학교 | - 추풍령초등학교 - 학산초등학교 - 황간초등학교 |

### 중학교
| - 상촌중학교 - 심천중학교 - 영동중학교 | - 영신중학교 - 용문중학교 | - 정수중학교 - 추풍령중학교 | - 학산중학교 - 황간중학교 |